# TSV Stahl Riesa
TSV Stahl Riesa e. V. é uma agremiação esportiva alemã, fundada a 31 de março de 2003, sediada em Riesa, na Saxônia.

## História

Riesaer SV

O clube foi fundado como SC Riesa, em 1903, no porão do pub local "Bodega" e foi renomeado Riesaer SV dois anos depois. Em 1917, os dois se fundem com o FC Wettin e passou a jogar tranquilamente como um clube local até 1936, quando avançou para a Gauliga Sachsen, uma das dezesseis divisões de primeira divisão do futebol alemão criadas pelo Terceiro Reich. 
Após a Segunda Guerra Mundial o clube foi dissolvido e substituído pelo Riesa SG no final de 1945. Três anos depois, o desenvolveu uma afiliação com o Sindicato dos Metalúrgicos local e passou a ser conhecido como BSG Stahl Riesa. A equipe de futebol jogou independentemente do clube desportivo de 1952 a 1957 antes de voltar ao clube dos pais. Subiu para a segunda divisão, em 1955, e, em 1968, promoveu seu caminho para a camada superior, a DDR-Oberliga, pela primeira vez.
O Stahl permaneceria dezesseis das próximas vinte temporadas no nível superior, mas freqüentemente somente se esforçou para evitar o rebaixamento. Seu melhor resultado ocorreu na temporada 1974-1975, quando terminou em sexto e pouco não se qualificou para a Taça UEFA.
Com reunificação alemã em 1990, assumiu o nome FC Stahl Riesa, mas voltou ao seu antigo nome de Riesaer SV dentro de um ano. Na tentativa de se manter financeiramente viável, absorveu outros clubes locais, incluindo o Riesaer SV Blau-Weiß, em 1996, e o SC Riesa-Röderau (ex-Chemie Riesa), em 1998. Inicialmente incluído na terceira divisão da NOFV-Oberliga Süd, o clube rapidamente caiu para a quinta divisão, a Landesliga Sachsen.
O novo milênio trouxe outra mudança de nome, dessa vez de volta ao FC Stahl Riesa. Infelizmente, como muitos outros clubes da ex-Alemanha Oriental, o Riesa teve muitas dificuldades de se manter financeira. Em 2002, eles entrou em falência e foi oficialmente dissolvido a 30 de junho de 2003 por motivo de insolvência. Um punhado de ex-treinadores e jogadores formaram o TSV Stahl Riesa, um sucessor, que começou sua trajetória na 2. Kreisklasse Riesa-Großenhain (XI) e tem trabalhado até chegar à Bezirksliga Dresden (VII).

BSG Stahl Riesa, Riesaer SV, SC Riesa-Röderau/BSG Chemie Riesa, Stahl e FC Stahl Riesa

## Títulos
- Campeão da Média Saxônia: 1911, 1914;
- Campeão da Saxônia do Norte: 1924, 1925, 1926, 1927, 1928, 1929, 1930;
- Campeão da Landesliga Sachsen: 2000;
- Vice-campeão da Landesliga Sachsen: 1994, 1998;
- Campeão da Bezirksklasse Dresden, Grupo 4 : 2008-2009;